# Viatcheslav Nevinny
Viatcheslav Nevinny (en russe : Вячеслав Михайлович Невинный), né le 30 novembre 1934 à Toula et mort le 31 mai 2009 à Moscou (Russie), est un acteur et réalisateur russe.

## Biographie
Viatcheslav Nevinny fait ses études à l'École-studio du Théâtre d'Art académique de Moscou, dont il sort diplômé en 1959.
En 1959—2009 — acteur du Théâtre d'art de Moscou. Il est fait artiste du peuple de l'URSS en 1986.
Il meurt en mai 2009 et est enterré au Cimetière Troïekourovskoïe.

## Filmographie partielle
- 1962 : Aux sept vents (На семи ветрах) de Stanislav Rostotski : capitaine Zoubarev
- 1964 : Président (Председатель) de Alexeï Saltykov
- 1965 : Trente-trois (Тридцать три) de Gueorgui Danelia
- 1966 : Attention, automobile (Берегись автомобиля) de Eldar Riazanov
- 1972 : Rouslan et Ludmila (Руслан и Людмила) de Alexandre Ptouchko
- 1975 : Ne mojet byt! (Не может быть) de Leonid Gaidai
- 1979 : Le Garage (Гараж) de Eldar Riazanov
- 1981 : Les Aventures de Vassia Kourolessov (Приключения Васи Куролесова) de Vladimir Popov : Tarakanov, agent de milice
- 1984 : Les Âmes mortes (Мёртвые души) de Mikhaïl Schweitzer
- 1985 : L'Invitée du futur (Гостья из будущего) de Pavel Arsenov : Veseltchak Ou